# ناحیه هنزه
ناحیه هنزه (به انگلیسی: Hunza District) یک ناحیه‌ی مسکونی در پاکستان است که در گلگت-بلتستان واقع شده‌است. ناحیه هنزه ۳۸٬۰۰۰ کیلومتر مربع مساحت و ۲۴۳٬۳۲۴ نفر جمعیت دارد.